# 7392 Kowalski
7392 Kowalski este un asteroid din centura principală de asteroizi.

## Descriere
7392 Kowalski este un asteroid din centura principală de asteroizi. A fost descoperit pe 6 martie 1984 la Stația Anderson Mesa de Edward L. G. Bowell. El prezintă o orbită caracterizată de o semiaxă mare de 2,75 ua, o excentricitate de 0,13 și o înclinație de 5,0° în raport cu ecliptica.